# 阿蒂加斯將軍車站
阿蒂加斯將軍車站（西班牙語：Estación Central General Artigas）是烏拉圭蒙得維的亞的前主要鐵路車站。車站建築由意大利工程師兼建築師路易斯·安德雷奧尼設計，於1897年7月15日向公眾開放，並於2003年3月1日關閉，由北面500米處的新車站取代。車站建築於1975年被宣佈為國家歷史古蹟。